# Тюменка
Тюме́нка (каз. Тюмень) — село у складі Аккайинського району Північноказахстанської області Казахстану. Входить до складу Токушинського сільського округу.
Населення — 293 особи (2021; 366 у 2009, 446 у 1999, 396 у 1989).
Національний склад станом на 1989 рік:
- німці — 63 %
- росіяни — 29 %.